# Montopoli di Sabina
Montopoli di Sabina – miejscowość i gmina we Włoszech, w regionie Lacjum, w prowincji Rieti.
Według danych na rok 2004 gminę zamieszkiwało 3697 osób, 99,9 os./km².